# Министерство внутренних дел Республики Молдова
Министерство внутренних дел Молдавии (рум. Ministerul Afacerilor Interne al Republicii Moldova) — одно из 14 министерств Правительства Республики Молдова.

## Руководство
- Министр — Даниела Мисаил-Никитина
- Генеральный секретарь — Владислав Кожухарь
- Госсекретари — Андрей Чеколтан, Александр Бежан, Виктор Гросу и Диана Салкуцан.

## Список министров внутренних дел Молдавии
| №  | Министр                 | Дата назначения  | Дата освобождения | Примечания                                   |
| -- | ----------------------- | ---------------- | ----------------- | -------------------------------------------- |
| 1  | Ион Косташ              | 27 августа 1991  | 5 февраля 1992    |                                              |
| 2  | Константин Анточ        | 5 февраля 1992   | 24 января 1997    |                                              |
| 3  | Михаил Плэмэдялэ        | 25 января 1997   | 22 мая 1998       |                                              |
| 4  | Виктор Катан            | 22 мая 1998      | 21 декабря 1999   |                                              |
| 5  | Владимир Цуркан         | 21 декабря 1999  | 19 апреля 2001    |                                              |
| 6  | Василий Дрэгэнел        | 19 апреля 2001   | 27 февраля 2002   |                                              |
| 7  | Георгий Папук           | 27 февраля 2002  | 31 марта 2008     |                                              |
| 8  | Валентин Межинский      | 31 марта         | 21 октября 2008   |                                              |
| 9  | Георгий Папук           | 21 октября 2008  | 25 сентября 2009  |                                              |
| 10 | Виктор Катан            | 25 сентября 2009 | 27 декабря 2010   |                                              |
| 11 | Алексей Ройбу           | 14 января 2011   | 24 июля 2012      |                                              |
| 12 | Дорин Речан             | 24 июля 2012     | 18 февраля 2015   |                                              |
| 13 | Олег Балан              | 18 февраля 2015  | 20 января 2016    |                                              |
| 14 | Александр Жиздан        | 20 января 2016   | 8 июня 2019       |                                              |
| 15 | Андрей Нэстасе          | 8 июня           | 12 ноября 2019    | вице-премьер-министр и. о. 12—14 ноября 2019 |
| 16 | Павел Войку             | 14 ноября 2019   | 23 декабря 2020   | и. о. 23 декабря 2020 — 6 августа 2021       |
| 17 | Анна Ревенко            | 6 августа 2021   | 14 июля 2023      | и. о. 10—16 февраля 2023                     |
| 18 | Адриан Ефрос            | 17 июля 2023     | 19 ноября 2024    |                                              |
| 19 | Даниела Мисаил-Никитина | с 19 ноября 2024 |                   |                                              |

## История
Во время Молдавской Демократической Республики, Владимир Кристи служил генеральным директором по внутренним делам.
Министерство было создано после роспуска Советским Союзом Бессарабии которая входила в состав Румынии в 1940 году. 8 августа 1940 года правительство Советского Союза объявило о создании НКВД, которая была ответственна за общественный порядок и государственную охрану во вновь создаваемой Молдавской Советской Социалистической Республике. После Второй мировой войны НКВД 26 марта 1946 года меняет своё название на Министерство внутренних дел. 18 декабря 1990 года парламент вновь созданной независимой Молдавской Республики принял закон о переименовании милиции в полицию.

## Отделы
- Главное управление анализа, мониторинга и оценка политик
- Главное управление кадров
- Главное финансово-экономическое управление
- Управление внутреннего аудита
- Юридическое управление
- Управление по внутренним расследованиям и безопасности
- Управление по информированию и связям с общественностью
- Управление по международному сотрудничеству и европейской интеграции
- Управление секретариат
- Генеральное управление оперативных служб
- Главное управление полиции общественного порядка
- Управление дорожной полиции
- Управление транспортной полиции
- Управление по расследованию правонарушений
- Управление специальных операций
- Управление кинологии
- Технико-криминалистическое управление
- Оперативное управление
- Департамент войск карабинеров
- Департамент уголовного преследования
- Пограничная полиция
- Генеральный инспекторат по чрезвычайным ситуациям
- Бригада полиции особого назначения «Фулджер» (рум. Fulger)
- Академия им. Штефана чел Маре[рум.]
- Главное управление материально-технического обеспечения
- Бюро по миграции и беженцам (со статусом главного управления)
- Центр по борьбе с торговлей людьми (со статусом управления)
- Управление защиты свидетелей
- Управление информации и оперативных учетов
- Управление оперативного управления
- Медицинское управление[рум.]
- Национальное центральное бюро Интерпола (со статусом управления)
- Национальный виртуальный центр SECI/GUAM (со статусом управления)
- Национальный контактный пункт 'Europol' (со статусом службы)
- Центральный спортивный клуб "Dinamo" (со статусом управления)
- Служба судебной полиции (со статусом управления